# Kicker

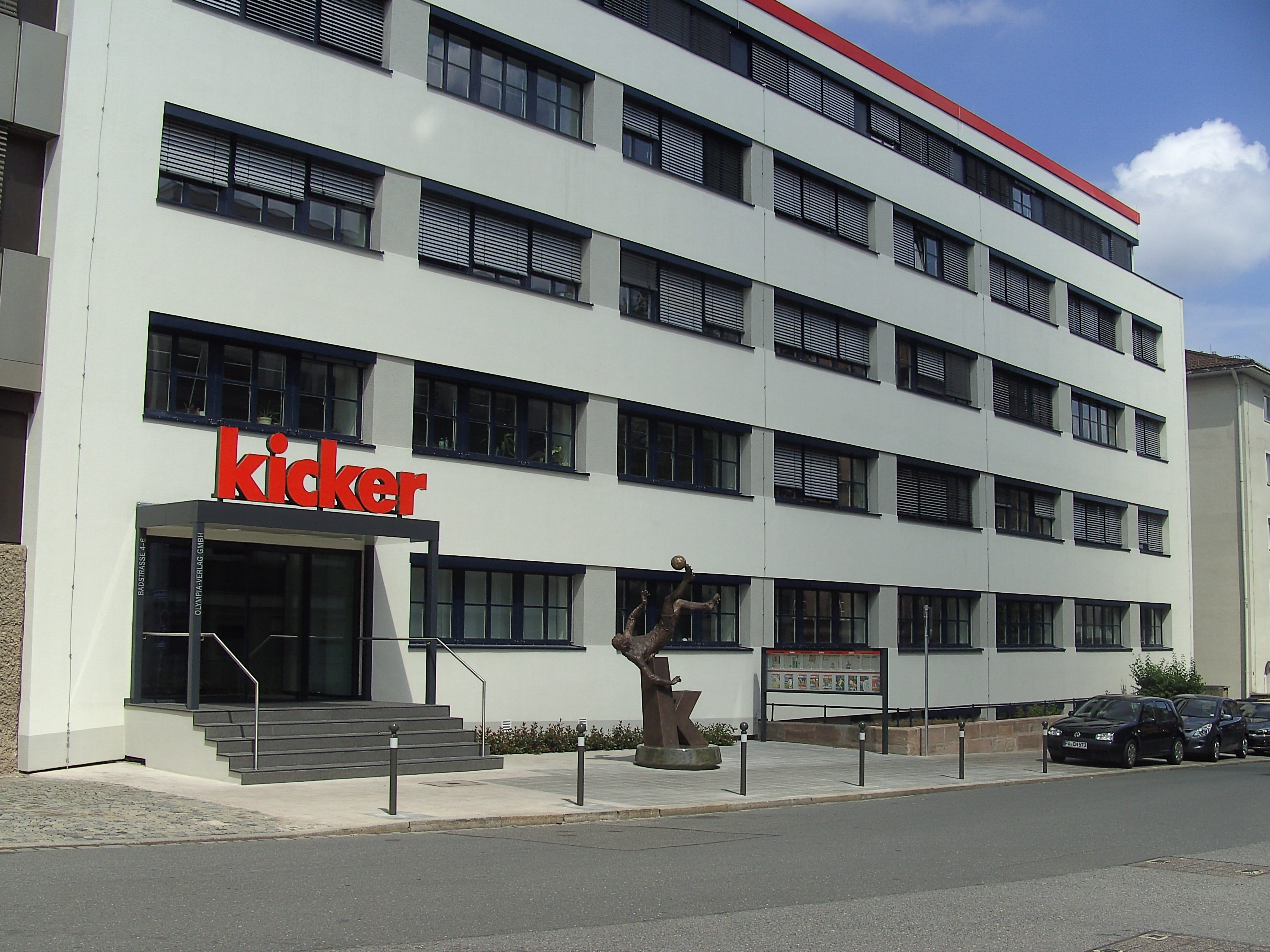
Sídlo redakce v Norimberku

Kicker (kicker, doslova „kopáč“, je zastaralé označení fotbalisty), celým názvem Kicker-Sportmagazin, je německý sportovní časopis. Vychází dvakrát týdně, v pondělí a čtvrtek (pokud nepřipadnou na den pracovního klidu). Pondělní vydání má 80 až 96 stran, čtvrteční 48 stran. Náklad pondělního Kickeru je 177 888 kusů, čtvrtečního 152 653 (rok 2015). Každoročně vychází také Almanach Kickeru. Časopis má internetové stránky Kicker.de, které zaznamenají 110 milionů návštěv měsíčně. V osmdesátých letech vycházela měsíčně příloha Jugendkicker, zaměřená na mládežnický fotbal.
Časopis založil roku 1920 v Kostnici Walther Bensemann, který stál rovněž u zrodu Německého fotbalového svazu. Od roku 1926 sídlí hlavní redakce v Norimberku, má také regionální pobočky v Berlíně, Offenbachu, Peine a Kolíně nad Rýnem. Za 2. světové války přestal vycházet, obnoven byl roku 1951. V roce 1968 se stal součástí koncernu Olympia-Verlag, který jej sloučil s příbuzným titulem Sportmagazin. Kicker je zakládajícím členem mezinárodního sdružení European Sports Media.
Obsahově se Kicker zaměřuje na fotbal, především na německou Bundesligu, poskytuje však výsledkový servis i z jiných sportů (Formule 1, lední hokej, basketbal). Od roku 1968 časopis uděluje každoročně cenu Torjägerkanone v podobě miniatury děla, určenou nejlepšímu střelci Bundesligy.

## Nejlepší fotbalové kluby 20. století
V 1998, časopis zveřejnil vlastní žebříček nejlepších fotbalových klubů 20. století. Žebříček vycházel z hlasování expertů (např. Giovanniho Trapattoniho, Johana Cruijffa či Uda Latteka) — každý z nich mohl vybrat 5 klubů, které považoval za nejlepší.
| Místo | Klub              |
| ----- | ----------------- |
| 1     | Real Madrid       |
| 2     | Ajax Amsterdam    |
| 3     | AC Milan          |
| 4     | Bayern Mnichov    |
| 5     | FC Barcelona      |
| 6     | Manchester United |
| 7     | Benfica Lisabon   |
| 8     | Dynamo Kyjev      |
| 9     | Juventus          |
| 10    | Inter Milan       |